# Poza kontrolą (album)
Poza kontrolą – album muzyczny zespołu De Łindows wydany w 2011 r. przez wytwórnię Pasażer. Muzyka tworzona przez zespół i prezentowana w ramach tego albumu zaliczana jest do gatunku punk rock. Było to czwarte wydawnictwo zespołu, a trzeci pełny album muzyczny. Publikację poprzedzono wydaniem singla pod tytułem „To Miasto”. Album i twórczość zespołu w nim zaprezentowana zebrał pochlebne recenzje.

## Historia
Zespół De Łindows powstał w 2002 r. w Katowicach. W ramach swojej działalności muzycznej zespół koncertował i brał udział w różnych festiwalach. W okresie od swojego powstania do 2011 r. wydał również albumy muzyczne: „Niech zapłoną Katowice” w 2003 r. (EP), „Depresja” w 2004 r. i „100 mil na sekundę” w 2006 r.. W 2011 r. ukazał się kolejny, pełny album muzyczny grupy De Łindows zatytułowany „Poza kontrolą”. Premiera albumu miała miejsce w dniu 14.10.2011 r.. Jego wydawcą była wytwórnia Pasażer. Publikacja została poprzedzona wydaniem singla pod tytułem „To Miasto”. Tego samego roku, w dniu 27.10.2011 r., dwóch członków zespołu, Marcin („Jagoda”) i Radek („Morda”), udzieliło wywiadu w programie radiowym „Pełna Kultura” emitowanym przez stację Antyradio. Zespół kontynuował swoją działalność między innymi dając liczne koncerty, a następny nowy materiał ukazał się w 2015 r. w ramach albumu pod tytułem „Awaria Systemu”.

## Album
Album muzyczny zespołu De Łindows zatytułowany „Poza kontrolą” został wydany w 2011 r. przez wytwórnię Pasażer. Jako nośnik danych zastosowano jedną płytę kompaktową, którą umieszczono w standardowej obwolucie digipack. Nagrania zostały wykonane w studio realizacji dźwiękowej i nagraniowej – MaQ Records Studio. Producentem był Michał Rosicki, a fotografie wykonali Basia Waluda i Dawid Waluda. Płyta otrzymała identyfikator – Matrix / Runout: R2675/ DEŁINDOWS, a dystrybuowany album ma przypisany kod EAN: 5000000026876. W albumie zamieszczono 15 utworów muzycznych.

## Goście
Przy realizacji nagrań w kilku utworach gościnnie wystąpili:
- Anka (Ania Świstak) z hardcorowej kapeli Eye for an Eye – wokal[2][4][5][24][25]
- Dominik Czepułkowski – chórki[15][26]
- Justyna Ludkowska – puzon[15][27]
- Konstanty Janiak, który współpracował także z zespołem Koniec Świata – puzon[15][28]
- S'Malec (Mirosław Malec) z zespołu Ga-Ga/Zielone Żabki – wokal[2][4][5][24][29].

Warto także zaznaczyć, że tekst do utworu „Straceni Chłopcy” napisał wspominany wyżej S'Malec, a muzykę do utworu „Alkoholowe...” skomponował również wyżej wymieniony Dominik Czepułkowski.

## Muzyka, odbiór i opinie
Muzyka zawarta w albumie „Poza kontrolą”, to podobnie jak wcześniejsze dokonania zespołu, melodyjny i dynamiczny punk rock. Pojedyncze utwory mają w sobie, choć stosunkowo skromne, nawiązania także do takich gatunków muzycznych jak reggae czy ska, a nawet do ballady wykonywanej z użyciem gitary akustycznej w stylu Angelic Upstarts. Generalnie jednak utwory zaprezentowane w wydawnictwie to piosenki o przebojowym charakterze, wręcz hymny punkowe pełne chwytliwych refrenów. Tak bowiem prezentuje się warstwa tekstowa utworów. Jest tu zarówno przekaz godzien punkowych outsiderów jak i skłonnych do zabawy wiecznie niedojrzałych dzieciaków.

## Utwory
| lp. | tytuł                   | czas (minuty:sekundy) |
| --- | ----------------------- | --------------------- |
| 1   | To Miasto               | 3:17                  |
| 2   | Pzpn                    | 2:23                  |
| 3   | Każdy Dzień, Każda Noc  | 3:22                  |
| 4   | Na Zawsze Straceni      | 3:04                  |
| 5   | Jeszcze Jeden Raz       | 3:12                  |
| 6   | Popatrz                 | 2:38                  |
| 7   | Poza Kontrolą           | 3:01                  |
| 8   | Alkoholowe...           | 3:05                  |
| 9   | Straceni Chłopcy        | 1:33                  |
| 10  | Tu Nie Ma Czego Się Bać | 3:02                  |
| 11  | Wszyscy Jesteśmy Stąd   | 3:07                  |
| 12  | Każdy W Inna Stronę     | 2:43                  |
| 13  | Podnieś Swoją Pięść     | 3:26                  |
| 14  | Rugby                   | 2:32                  |
| 15  | Tu Żyje Się Podle       | 2:23                  |

## Utwór „Rugby”
Jednym z utworów zespołu De Łindows zamieszczonym w tym albumie jest kompozycja zatytułowana „Rugby”. Tematem utworu są niepełnosprawni rugbyści. Z tego względu Stowarzyszenie Sportu Osób Niepełnosprawnych uznało piosenkę za hymn Polskiej Ligi Rugby na Wózkach. Utwór odtwarzany był na corocznym międzynarodowym turnieju Metro Cup w Warszawie. Do utworu nagrano teledysk.
W nawiązaniu do powyższego utworu i podjętych działań zespół w dniu 25.07.2012 r. wystąpił w programie informacyjnym Teleexpress. Zaprezentowano wówczas również fragmenty wideoklipu nagranego do wyżej opisanej piosenki.